# Erna Hitzberger
Erna Hitzberger (* 19. August 1905 als Erna Schubert in Berlin; † 10. März 2003) war eine deutsche Textildesignerin und Professorin.

## Leben
Erna Hitzberger wurde auf Grund ihrer Begabung bereits im Alter von 14 Jahren als Studentin an der Unterrichtsanstalt des Staatlichen Kunstgewerbemuseums aufgenommen und studierte dort bis 1927.
Von 1927 bis 1929 leitete sie ein eigenes Entwurfatelier in Berlin und war 1929–1931 Mitarbeiterin des Architekten Emil Fahrenkamp in Düsseldorf. Vom 1. Oktober 1931 bis 31. März 1935 leitete sie die Klasse für Textilkunst und Dekorative Malerei an der Reimann-Schule in Berlin, der größten privaten Kunst- und Kunstgewerbeschule Deutschlands. Außerdem leitete sie die der Schule Reimann angegliederten Textilwerkstätten. 1935–1941 lehrte sie an der Textil- und Modeschule in Berlin und übernahm die Leitung der Abteilung Textilgestaltung. Von 1941 bis 1943 war Hitzberger freischaffend tätig. Nach ihrer Flucht aus dem Osten im Jahr 1945 folgte eine weitere Phase freischaffender Tätigkeit von 1946 bis 1948. Sie entwarf unter anderem Kinoausstattungen in Bielefeld und Braunschweig. 1948 wurde sie an die Folkwanghochschule für Gestaltung in Essen berufen, wo ihr 1965 die Amtsbezeichnung „Professor“ verliehen wurde. Sie lehrte dort bis 1971.

## Werke und Ausstellungen
Hitzberger erstellte zahlreiche Druckstoff- und Webereikollektionen, entwarf Teppiche, Bühnenvorhänge, Dekore für Glas und Porzellan und Tapetenkollektionen.
Im Laufe ihrer Karriere waren Erna Hitzbergers Werke in zahlreichen Ausstellungen zu sehen. Zu den bedeutendsten darunter zählen Weltausstellungen und Triennalen in Berlin, Köln, Wiesbaden, Essen, Monza, Mailand, Amsterdam, Paris, Brüssel und München.